# Мельник Юрій Олексійович
Юрій Олексійович Мельник (1978, смт Гришківці, Житомирська область — 14 серпня 2022, Донецька область) — український військовослужбовець, полковник Збройних сил України, учасник російсько-української війни. Лицар ордена Богдана Хмельницького III ступеня, кавалер ордена Данила Галицького.

## Життєпис
Юрій Мельник народився 1978 року в смт Гришківцях, нині Гришковецької громади Бердичівського району Житомирської области України.
Випускник Гришковецької школи.
Загинув 14 серпня 2022 року на Донеччині.

## Нагороди
- орден Богдана Хмельницького III ступеня (31 серпня 2022, посмертно) — за особисту мужність і самовіддані дії, виявлені у захисті державного суверенітету та територіальної цілісності України, вірність військовій присязі[1];
- орден Данила Галицького (11 квітня 2022) — за особисту мужність і самовіддані дії, виявлені у захисті державного суверенітету та територіальної цілісності України, вірність військовій присязі[2].